# 陽光路上 (EP)
《陽光路上》是香港歌手黎瑞恩的第二張Remix Single EP，在1994年6月推出。專輯收錄Remix新歌《陽光路上（Sunshine Remix）》以及三首精選歌曲。

## 曲目
| 曲序 | 曲名                       | 曲              | 詞     | 編曲   | 附註                             |
| 01   | 陽光路上（Sunshine Remix） | 小倉良 松田聖子 | 向雪懷 | 梁偉基 | 改編自松田聖子的《大切なあなた》 |
| 02   | 少女心                     | 周慧敏          | 向雪懷 | 周啟生 |                                  |
| 03   | 莫失莫忘                   | 安格斯          | 周禮茂 | 安格斯 |                                  |
| 04   | 說愛談情（劉小慧合唱）     | 方樹樑          | 向雪懷 | 方樹樑 |                                  |

## 唱片版本
- CD版